# جاكي ميسن
جاكي ميسن (بالإنجليزية: Jackie Mason)‏ (و. 1931  م) هو حاخام، ومؤدي أصوات، وممثل مسرحي، وممثل أفلام أمريكي، ولد في شيبويغن، هو عضوٌ في الحزب الجمهوري.

## التعليم
تعلم في كلية مدينة نيويورك.

## جوائز
حصل على جوائز منها:
- جائزة إيمي.

## وصلات خارجية
- جاكي ميسن على موقع IMDb (الإنجليزية)
- جاكي ميسن على موقع روتن توميتوز (الإنجليزية)
- جاكي ميسن على موقع ميوزك برينز (الإنجليزية)
- جاكي ميسن على موقع أول موفي (الإنجليزية)
- جاكي ميسن على موقع قاعدة بيانات برودواي على الإنترنت (الإنجليزية)
- جاكي ميسن على موقع قاعدة بيانات برودواي على الإنترنت (الإنجليزية)
- جاكي ميسن على موقع قاعدة بيانات الأفلام السويدية (السويدية)
- جاكي ميسن على موقع إن إن دي بي (الإنجليزية)
- جاكي ميسن على موقع قاعدة بيانات الفيلم (الإنجليزية)